# Вулиця Мечникова (Мелітополь)
Вулиця Мечникова — вулиця в місті Мелітополь, проходить від вулиці Олександра Тишлера до вулиці Чкалова. Повністю складається з приватної забудови.

## Назва
Вулиця названа на честь Іллі Ілліча Мечникова (1845-1916) — українського, російського та французького біолога.

## Історія
Рішення про прорезку та найменування вулиці було прийнято 8 травня 1959 року.